# Kielnica
Kielnica – część wsi Przychód w Polsce położona w województwie mazowieckim, w powiecie gostynińskim, w gminie Szczawin Kościelny.
W latach 1975–1998 Kielnica administracyjnie należała do województwa płockiego.